# Псарёва, Варвара Васильевна
Варвара Васильевна Псарёва (1 октября 1985 года, Москва) — российская профессиональная баскетболистка. Мастер спорта России международного класса.

## Карьера
Воспитанница тренера Галины Георгиевны Ворониной. В составе оренбургской «Надежды» становилась серебряным призером Евролиги, а вместе с московским «Динамо» выигрывала бронзу Восточноевропейской женской баскетбольной лиги. С 2018 года Псарёва выступает за МБА. В 2021 году вступила в ряды Сыктывкарской Ники.Завоевали серебряную медаль кубка России 21/22. После окончания сезона 2023/24 завершила карьеру.

## Сборная
В составе юниорской сборной России центровая становилась серебро кадетского чемпионата Европы и победительницей юниорского первенства Европы. В 2004 году Псарева в составе молодежной сборной России стала чемпионкой Европы.

## Семья
Дочь Псарёвой Вероника Корчагина (род. 2005) также занимается баскетболом и выступает в системе МБА.

## Достижения

### Международные
- Серебряный призёр Евролиги ФИБА (1): 2015/2016.
- Бронзовый призёр Восточноевропейской женской баскетбольной лиги (1): 2016/2017.
- Чемпионка Европы среди молодежных команд (1): 2004.

### Национальные
- Серебряный призер Чемпионата России (1): 2016.
- Бронзовый призер Чемпионата России (1): 2020/21.
- Серебряный призер Кубка России (1): 2021.
- Бронзовый призер Кубка России (1): 2020/21.